# Liste der österreichischen Botschafter in China
Dies ist eine Liste der österreichischen Gesandten und (seit 1971) Botschafter in China.

## Missionschefs

### k.u.k. Österreichisch-ungarische Gesandte
4. März 1883: Aufnahme diplomatischer Beziehungen
- 1883–1896: Resident in Tokio
- 1896–1905: Moritz Czikann von Wahlborn (1847–1909)
- 1905–1905: Arthur von Rosthorn (1862–1945) (Geschäftsträger)
- 1905–1911: Eugen von Kuczyński (1852–1938)
- 1911–1917: Arthur von Rosthorn (1862–1945)

21. August 1917: Abbruch der diplomatischen Beziehungen

### Österreichische Botschafter (seit 1971)

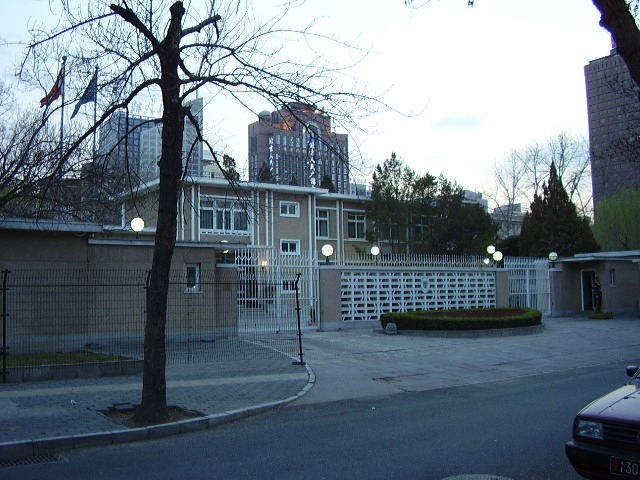
Österreichische Botschaft in Peking (2008)

28. Mai 1971: Aufnahme diplomatischer Beziehungen
- 1971–1973: Hans Thalberg (1916–2003)
- 1973–1974: Franz Helmut Leitner
- 1975–1977: Eduard Tschöp
- 1978–1980: Willfried Gredler (1916–1994)
- 1980–1986: Wolfgang Wolte
- 1987–1990: Paul Ullmann
- 1990–1996: Dietrich Bukowski (1932–2011)
- 1996–1998: Gerhard Ziegler
- 1999–2003: Erich Buttenhauser
- 2003–2007: Hans Dietmar Schweisgut (* 1951)
- 2007–2012: Martin Sajdik (* 1949)
- 2012–2017: Irene Giner-Reichl (* 1956)
- 2017–2021: Friedrich Stift (* 1961)
- seit 2021: Andreas Riecken (* 1965)[3][4]